# Amphimedon caribica
Amphimedon caribica är en svampdjursart som först beskrevs av Gustavo Pulitzer-Finali 1986.  Amphimedon caribica ingår i släktet Amphimedon och familjen Niphatidae.
Artens utbredningsområde är Puerto Rico. Inga underarter finns listade i Catalogue of Life.